# All Mirrors
All Mirrors (en español: Todos los espejos) es el cuarto álbum de estudio de la cantante y compositora estadounidense Angel Olsen, lanzado por Jagjaguwar el 4 de octubre de 2019. Producido por Angel Olsen y John Congleton, el álbum estuvo precedido por dos sencillos, la pista homónima y "Lark". Ambos sencillos estuvieron acompañadas por sus respectivos videos musicales dirigidos por Ashley Connors, amiga y colaboradora frecuente de Olsen. El álbum recibió aclamación de la crítica, teniendo un espacio en múltiples listas de lo mejor del año, y debutó Nro. 52 en la lista Billboard 200.
En agosto de 2020 fue publicado Whole New Mess, que incluye canciones regrabadas de este álbum y con un sonido más cercano al indie folk.

## Recepción crítica
All Mirrors fue recibido con aclamación de la crítica en Metacritic, con una puntuación promedio de 89 sobre 100, basado en 27 reseñas.  Victoria Segal, de Mojo, le dio una revisión favorable al álbum: "Detrás del paracaídas de ceda y hielo seco, el humo y espejos, se encuentra un trabajo de gran definición emocional, su contorno se vuelve más filoso a cada segundo." Rachel Aroesti de Q escribió: "Novel y nostálgico, accesible y excéntrico, All Mirrors es un balance entre lo familiar y lo extraño – resultando en un álbum que es alarmante e impresionantemente hermoso."  Marcy Donelson, de AllMusic, elogia a Olsen, "Aunque haya construido su reputación en rígidas y frágiles atmósferas, su vulnerabilidad es elevada por estas emocionales, y altamente estilizadas interpretaciones, haciéndolo un riesgo que vale la pena." 

## Lista de canciones
Todas las letras escritas por Angel Olsen, toda la música compuesta por Olsen y Ben Babbitt, excepto donde se indique. 
| N.º   | Título                                     | Duración |  |
| 1.    | «Lark»                                     | 6:19     |  |
| 2.    | «All Mirrors»                              | 4:42     |  |
| 3.    | «Too Easy»                                 | 2:58     |  |
| 4.    | «New Love Cassette»                        | 3:27     |  |
| 5.    | «Spring»                                   | 3:23     |  |
| 6.    | «What It Is» (Letra y música: Angel Olsen) | 3:17     |  |
| 7.    | «Impasse»                                  | 4:24     |  |
| 8.    | «Tonight» (Letra y música: Angel Olsen)    | 4:39     |  |
| 9.    | «Summer» (Letra y música: Angel Olsen)     | 4:05     |  |
| 10.   | «Endgame»                                  | 5:20     |  |
| 11.   | «Chance»                                   | 6:00     |  |
| 48:33 |                                            |          |  |